# Nitz
Nitz település Németországban, Rajna-vidék-Pfalz tartományban. Lakosainak száma 24 fő (2023. december 31.).

## Népesség
A település népességének változása:
| Lakosok száma | 56   | 32   | 30   | 27   | 27   | 24   |
|               | 1975 | 2017 | 2019 | 2021 | 2022 | 2023 |